# Plage de la Malva-Rosa
 (juin 2025).
Si vous disposez d'ouvrages ou d'articles de référence ou si vous connaissez des sites web de qualité traitant du thème abordé ici, merci de compléter l'article en donnant les références utiles à sa vérifiabilité et en les liant à la section « Notes et références ».
La plage de la Malvarrosa (en catalan : Platja De La Malva-rosa) est une plage de Valence (Espagne). Son nom ainsi que celui du quartier où elle se trouve, date de 1848.

## Présentation
Félix Robillard, qui à l’époque était le jardinier général du jardin botanique de Valence, acheta cette zone marécageuse afin de la rendre habitable. Pour ce faire, il l’assécha et y planta de nombreuses espèces végétales, parmi elles le geranium odoratissimun, appelé aussi Malva-Rosa.
À l’époque, la plage de la Malva-Rosa servait de port de pêche et de commerce et au fur et à mesure, elle est devenue un lieu propice pour les résidences secondaires de la bourgeoisie. De grands noms tels que Joaquín Sorolla et Vicente Blasco Ibáñez venaient y passer leurs vacances d’été. 
La plage de la Malva-Rosa se démarque grâce à ses maisons typiques face à une mer d'une longueur de 1 000 mètres et d’une largeur moyenne de 135 mètres.
Actuellement, sa promenade maritime représente une vaste zone animée, touristique et fournie en restaurants et boutiques.
Les magasins d’époque d’alimentation, de vêtements, de linge de maison ou encore ceux qui confectionnaient artisanalement les costumes traditionnels de Valenciennes ont peu à peu, à cause de rachats effectués par de riches investisseurs, disparu afin de laisser place à des épiceries, des restaurateurs rapides et des boutiques discount.
De nombreux postes de secours sont parsemés tout au long de la plage et cette dernière dispose même d’un espace de baignade adapté aux personnes à mobilité réduite.

## Géographie
À proximité du centre-ville, la plage accueille chaque année de nombreuses activités :
- Festival aérien face à la promenade (avions de tout le territoire espagnol, avions internationaux, de l’armée de l’air…)
- Fallas : mascletá napolitana (feu d’artifice réalisé sur la plage avec bien plus de poudre, donc plus longue et plus bruyante)
- Festival HoliRun
- Festivités populaires de la Saint Jean

Malvarrosa (nom officiel en valencien la Malva-Rosa) est un quartier de la ville de Valence (Espagne) appartenant au quartier de Poblados Marítimos. 
Ce quartier se situe à l’est de la ville et se termine à la frontière de la commune d'Alboraia, à l’est avec la mer Méditerranée, au sud avec le Cabañal-Cañamelar et Beteró puis à l’ouest avec La Carrasca. En 2009, la Malva-Rosa comptait 14 323 habitants. 
Il s'agit de la plage urbaine la plus connue de cette ville, au nord de la plage de Las Arenas et à deux pas du centre de Valence. Spacieuse et ouverte, elle accueille chaque année un festival aérien pendant lequel des avions du monde entier réalisent de magnifiques acrobaties.

## Histoire
Ce quartier ainsi que la plage de la Malva-Rosa ont reçu le nom de la plante, qui, autrefois, recouvrait toute la zone. Néanmoins, elle est souvent confondue avec les plages du Cabañal et des Arenas.
Situé à sept kilomètres du centre-ville, ce quartier était autrefois un quartier de pêcheurs. Le long de la plage bénéficie d'une zone très dynamique et touristique avec de nombreuses boutiques et de nombreux restaurants. De plus, elle constitue l'une des zones de loisirs les plus fréquentées de la ville de Valence.
Au cœur de cette promenade se trouve la maison qu’occupait Vicente Blasco Ibáñez.
Le peintre Joaquín Sorolla a beaucoup représenté cette plage dans ses toiles, notamment dans son tableau Les Trois Voiles. Les Trois Voiles a été peint sur la plage durant l'été de 1903, année qui fut l'une des plus prolifiques de l'artiste comme il l'explique dans sa correspondance à son ami Pedro Gil Moreno de Mora :

« Je suis très enthousiaste des choses que je vois sur la plage..., tout m'impressionne comme si c'était la première fois que je l'avais vu, et j'en suis content. J'imagine que j'en ferai enfin quelque chose de décent, ça faisait longtemps...; je continue à travailler beaucoup et je t'annonce une lettre avec le détail de ce que je fais... »